# Okehampton Castle
Okehampton Castle ist eine Burgruine in Okehampton, Devon (England) und thront über dem Tal des River Okement. Sie geht auf eine heute nur noch ruinöse normannische Motte aus dem späten 11. Jahrhundert zurück und sie erhielt spätere bauliche Ergänzungen. Die vorhandenen Reste der Burg, vor allem der Bergfried und die Umfassungsmauern, stammen aus dem 14. Jahrhundert.

## Geschichte
Sie wird erstmals im Domesday Book (das 1086 fertiggestellt wurde) als Besitz von Baudouin de Meules erwähnt, der zu den reichsten normannischen Herren im Westen Englands zählte und der Sheriff von Devon war. Seine drei Söhne starben kinderlos mit der Folge, dass zwei Jahrzehnte die Besitzverhältnisse ungeklärt waren. Schließlich übernahmen die Linien der Erbtöchter aus der Nachkommenschaft von Baudouin die Burg. Durch Heirat ging die Herrschaft samt Burg letztlich auf die Familie Courtenay über. Anfangs in der Funktion eines Militärstützpunktes zur Absicherung der Eroberungen hatte sie für die späteren Eigentümer, die in Tiverton residierenden Courtenay, nur noch die Bedeutung als repräsentativer Jagdsitz und wurde von ihnen nicht dauerhaft bewohnt.
Im Zusammenhang mit der Hinrichtung von Henry Courtenay, 1. Marquess of Exeter, des damaligen Burgherrn, im Jahr 1539 wurden die Burg und der als Jagdrevier angelegte Tierpark konfisziert und aufgegeben. Das Gebäude verfiel bzw. wurde auch als Steinbruch durch die Bevölkerung genutzt. Unter Königin Maria I. wurde das Herzogtum zwar für seinen Sohn Edward Courtenay, 1. Earl of Devon restituiert – er hatte also kurzfristig nochmals Länder und Titel zurückerhalten, aber letztlich musste er sich in das Exil begeben und starb ohne Nachkommen in Padua 1556.
Auch nach dem Erlöschen der Hauptlinie der Courtenay war die Burg nicht ganz bedeutungslos, denn eine Verfügung von Jakob I. besagte, dass der Besitz der Burg mit einem Parlamentssitz einherging – ein Privileg, das 1831 aufgehoben wurde. Im englischen Bürgerkrieg wurde sie immer wieder von Armeen beider Parteien als Lager genutzt. Auch der spätere Bürgermeister Ellacott betrieb im angemieteten ehemaligen Westtrakt ein Backhaus. Es soll Hinweise geben, dass auch die Kapelle noch einmal in Betrieb genommen wurde.

## Geologie und Baumaterialien
Die Geologie von Okehampton und Umgebung ist recht vielfältig und ist durch seine sehr für ein bestimmtes Erdzeitalter typischen Sedimentgesteine geprägt, so dass nach dieser Gegend das betreffende Erdzeitalter als Devon bezeichnet wird. Die für die Errichtung der Burg benötigten Gesteine konnten somit aus der direkten Umgebung entnommen werden. Es handelt sich zudem um Granit, vulkanische und – als Sedimente – metamorphe Gesteine sowie Schiefer und Calciumsalze – diese als Kalk und Oxalate vorliegend.
Der normannische Bau wurde aus Granit und metamorphen Gesteinen gefertigt, für den späteren An- und Umbau wurde Abbruchmaterial und Schiefer verwendet. Für die jüngeren Bauten wurden auch Kalkgesteine verwendet, dabei Fensterlaibungen auch mit Granit gestaltet. Der Kalk kam teilweise auch aus dem Südwesten von Devon und der Schiefer auch aus der Umgebung von Launceston in Cornwall, wo er häufig vorkommt. Die Gebäude hatten je nach ihrer Bedeutung auch gepflasterte Böden, für Feuerstellen hat man Granit verwendet. Zudem wurden keramische Materialien verwendet. Für Bedachungen hat man Blei und Schindeln aus Schiefer verwendet.

## Herren von Okehampton Castle

### Die Normannen

#### Der Gründer und die Söhne
- Baudouin de Meules († 1090), Sheriff von Devon[2][3]
- Guillaume († 1096), dessen Sohn
- Robert de Meules († nach 1101), dessen Bruder
- Richard FitzBaldwin (†1137), Bruder[6]

Wappen Courcy

#### Die weibliche Linie
- Mathilde de Meules, dessen Schwester; ⚭ William FitzEdmund d’Avranches
- Robert d’Avranches, deren Sohn, Vicomte d’Avranches; ⚭ Hawise de Dol, Tochter von Gelduin II. de Dol und Noga de Tinténiac
- Mathilde d’Avranches (=Maud), († 1173), deren Erbtochter;[7]
  - ⚭ I William de Courcy, Tochter: Hawise de Courcy → weiter s. u. bei Haus Courtenay
  - ⚭ II Robert FitzEdith, († 1172), unehelicher Sohn des Königs Heinrich I. (Haus Plantagenet), sein Sohn aus 1. Ehe Rainaud II. de Courtenay s. u. Haus Courtenay
- Maud du Sap (†1224), Tochter von Mathilde (Maud) und Robert FitzEdith, ⚭ Rainald I. de Courtenay (†1190)

Wappen der Familie Courtenay

### Haus Courtenay
- Hawise de Courcy, deren Tochter; ⚭ Rainaud II. de Courtenay, († 1194)
- Robert de Courtenay,[2] deren Sohn, († 1242); ⚭ Mary de Vernon, Tochter von William de Redvers, 5. Earl of Devon
- John de Courtenay,[2] dessen Sohn, († 1242); ⚭ Isabel de Vere, Tochter von Hugh de Vere, 4. Earl of Oxford
- Hugh de Courtenay,[2] dessen Sohn, († 1292); ⚭ Eleanor le Despenser, Tochter Hugh le Despenser, 1. Baron le Despenser
- Hugh de Courtenay, 1. Earl of Devon, dessen Sohn, († 1340)[2], auch Herr über Plympton[2]
- (mehrere Generationen)
- Henry Courtenay, 1. Marquess of Exeter († 1539, hingerichtet), sein Sohn Edward Courtenay starb ohne Erben 1556 im Exil

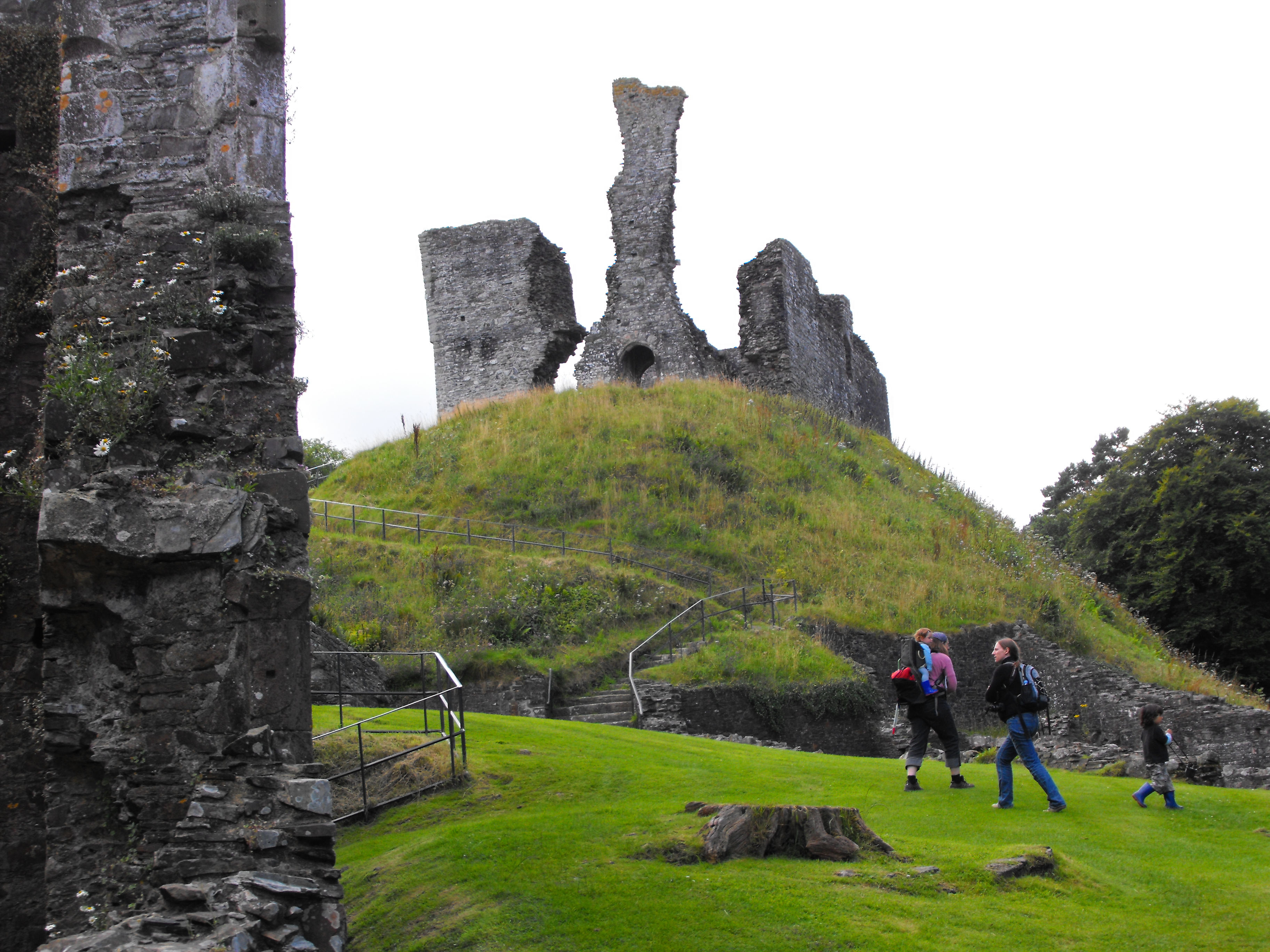
Heutiger Zustand der Ruine, Blick von Nordost auf die Motte mit der imposanten Ruine des Treppenturmes

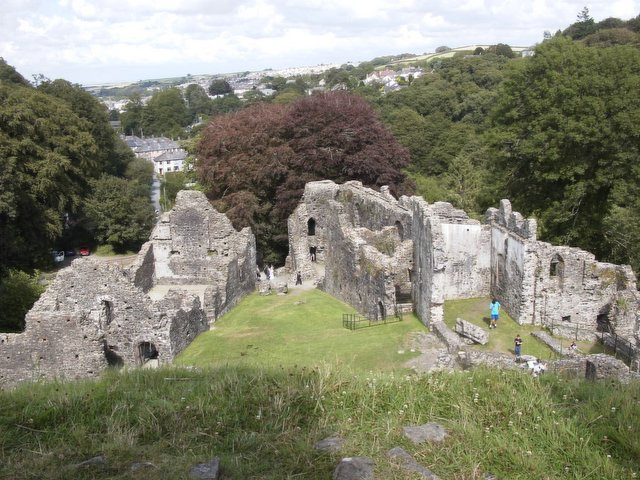
Die jüngeren Bauabschnitte von der Motte aus gesehen, Blickrichtung nach Nordost

## Die Bauphasen der Burg
Die Burg weist deutlich erkennbar zwei unterschiedliche Bauphasen auf, die eine in der Gründungsphase aus der Zeit der Normannen und später aus der Zeit der Familie Courtenay:

### Die normannische Motte
Der älteste Teil der Burg aus dem 11. Jahrhundert befindet sich auf einem hohen künstlich aufgeschütteten Hügel mit einem natürlichen Bergsporn als Basis, der ursprünglich von einem ca. 4 m tiefen Graben umgeben war. Dessen Aushub bildete das Material für die Aufschüttung der Motte. Der heutige Zugang von Norden ist modern. Der ursprüngliche Zugang erfolgte von Süden. Der auf dem Hügel befindliche Keep gewährte eine gute Sicht auf das Umland und diente hauptsächlich militärischen Zwecken. Selbst bei diesem ältesten Teil der Anlage sind unterschiedliche Bauabschnitte an der unterschiedlichen Mauerwerksqualität erkennbar. Der Ostteil mit sehr massiven Wänden lässt den Bauabschnitt aus der Zeit des Erbauers Balduin erkennen. Der jüngere westseitig gelegene Trakt fällt durch dünneres Mauerwerk auf. Insgesamt war dieser Bau nicht auf Komfort ausgerichtet, eine Küche, eine eigene Wasserversorgung und sogar eine Kapelle fehlten. Der Graben hatte wohl eine Holzbrücke, der Eingang des Keep war ursprünglich nicht ebenerdig, sondern nur über eine hölzerne Leiter erreichbar, so dass Erstürmungen mittels Rammbock nicht möglich waren. Eine Notpforte oder geheime Fluchttür ist an der Südseite erkennbar. An der Nordseite ist die bizarr geformte Ruine des Treppenturmes erkennbar. Vorrichtungen für die Entsorgung von Abfällen sind nicht eindeutig erkennbar.  Die ausgedehnten Reste lassen noch die quadratische Grundstruktur des Gebäudes aus dem 11. Jahrhundert erkennen, welches noch von Balduin stammt. Diesem Bauwerk wurde im 14. Jahrhundert das ebenfalls rechteckige westlich gelegene Gebäude hinzugefügt.

### Das Hochmittelalter
Die Burg wurde noch 1274 als eine heruntergekommene und wertlose Motte beschrieben. Erst nachdem die Familie Courtenay Tiverton zum Hauptsitz machten, begann die Errichtung des moderneren Teils der Burg:
Nach Nordosten schließt sich an die Motte ein recht umfangreicher hochmittelalterlicher Gebäudekomplex an, der sich den Geländegegebenheiten anpasst. einen großen Festsaal, Wirtschaftsgebäude, eine Kapelle sowie Privaträumlichkeiten inklusive Aborterkern umfasst sowie eine Burgmauer. Der Zugang zu dieser späteren Anlage erfolgte von Nordosten. Dort befindet sich ein aufwändiges Torhaus, dessen Reste einen Raum mit Latrine für einen Wächter beinhalten. Interessant sind die aus der Bauphase zu Anfang des 14. Jahrhunderts noch erhaltenen Gerüstlöcher, die normalerweise nach Demontage des Baugerüstes verschlossen wurden. An der Westseite des Gebäudes finden sich der Rittersaal – und nach Südwesten sich anschließend – die Küche einschließlich der Wirtschaftsräume mit gut durchdachten Lagerräumen, einer eigenen Mühle und Wasserversorgung. Diese Bauten sind bis in das 15. Jahrhundert immer wieder verbessert worden. Zudem lagen an der Westseite die Wohntrakte der Familie, für deren Errichtung der Graben der Motte verfüllt wurde. Die Ostseite der Burg wurde von der Kapelle dominiert, die einen großen Teil dieses Traktes beansprucht. Zudem befanden sich auch an der Ostseite ebenfalls hochkomfortable Wohneinheiten. Der Burgherr konnte sich auch eine eigene Wohnung für einen Priester in seiner Burg leisten. Die Dächer waren teilweise mit Blei gedeckt und offenbar nicht sehr steil.
Die Burgmauer ist teilweise eingefallen durch ein Nachgeben des Untergrundes, Teile aus dem 14. Jahrhundert mögen auf älteren Mauern stehen, es gibt Hinweise auf das Vorhandensein von Brüstungen.

### Der Wildpark
In Richtung zum Dartmoor schließt sich das Gelände des ehemaligen Wildparks an. Offenbar war dies vorher landwirtschaftlich genutzte Fläche, die aber wegen einer Abkühlung des Klimas im Laufe des 14. Jahrhunderts nicht mehr nutzbar war und so der neuen Verwendung zugeführt werden konnte.

## Folklore
Es soll dort in der Ruine der Geist einer Lady Howard aus dem 17. Jahrhundert erscheinen, die drei ihrer Gatten und zwei ihrer Kinder ermordet haben soll. Man sagt, sie käme in einer Kutsche aus den Knochen ihrer Opfer daher, die von einem einäugigen abgemagerten Hund gezogen wird. In der Ruine – und dies soll ihr Fluch sein – nimmt sie jeweils einen Grashalm mit, bevor sie wieder abfährt. Ihre Seele soll erst dann ewigen Frieden finden, wenn sie alle Grashalme zusammengetragen hat oder die Welt untergeht. Eine alte Ballade wird darüber gesungen:
My Ladye hath a sable coach
With horses two an four.
My Ladye hath a gaunt blood-hound
That goeth before.
My Ladye’s coach hath nodding plumes
The driver hath no head.
My Ladye is an ashen white
As one who is long dead.
Eine historische Grundlage konnte bisher nicht eruiert werden.

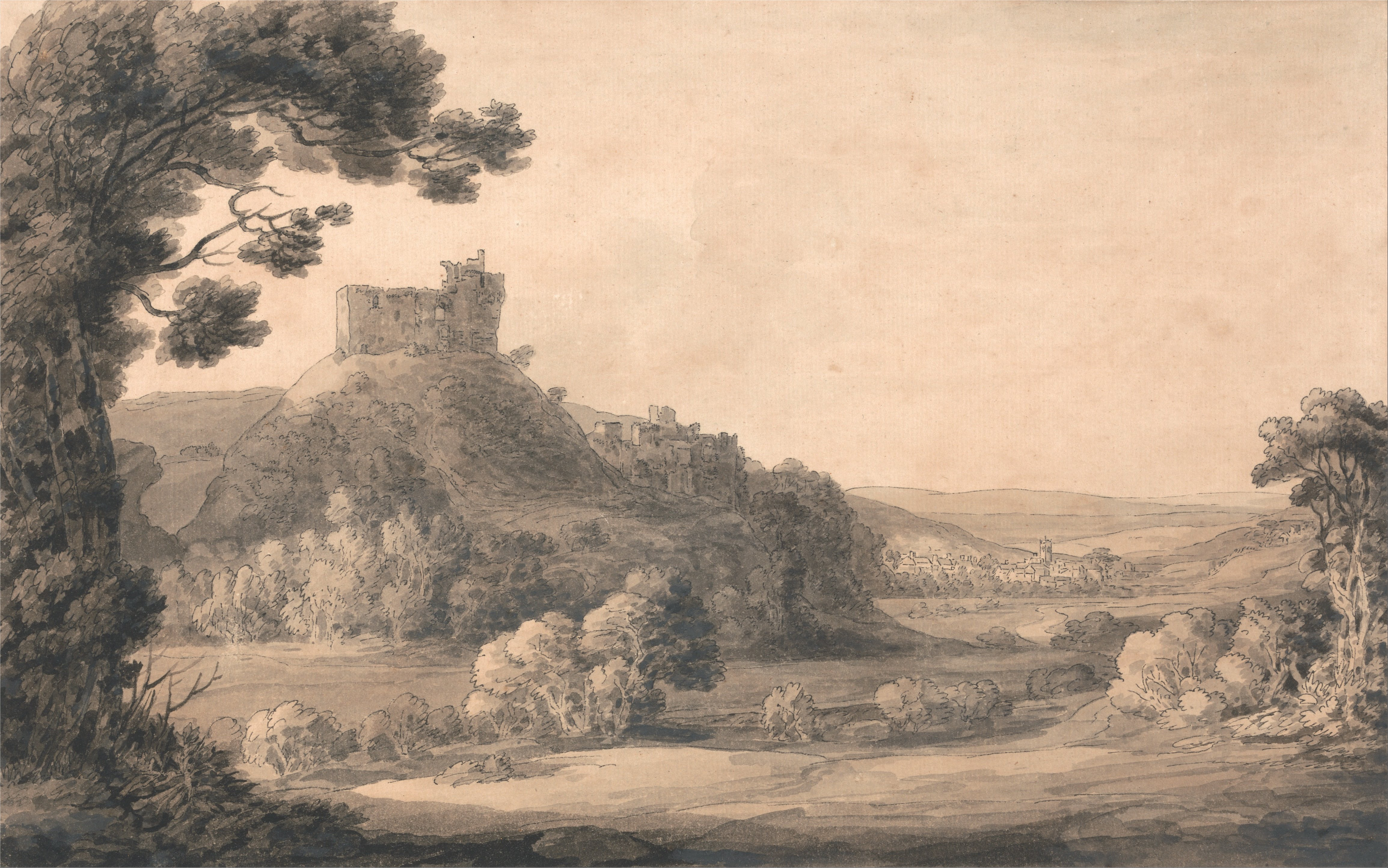
A view of Okehampton Castle and town taken in the park, Zeichnung von 1772 von Francis Towne (1739–1816), Yale Center for British Art, New Haven, USA

## Die Ruine und die heutige Nutzung
Als „romantische Ruine“ wurde sie später häufig gemalt, unter anderem zweimal von William Turner und einmal von Samuel John Birch. Anfang des 20. Jahrhunderts erwarb und restaurierte Sydney Simmons die Ruine, die dann 1917 in eine Stiftung (Okehampton Castle Trust) überführt wurde. Ab 1967 wurden durch das dann zuständige Bauministerium umfangreiche Sicherungsarbeiten durchgeführt.
Heute ist Okehampton Castle zur Besichtigung gegen Eintritt freigegeben und steht seit 1984 unter Verwaltung von English Heritage.
Neben der Burg befindet sich noch ein Waldlehrpfad, auf dem man Naturbesonderheiten der Gegend studieren kann sowie die von Künstlern gewählten Ansichten der Burg nachvollziehen kann.

## Weiterführende Literatur
- Devon Archeological Society, Proceedings No_s. 35(1978), 36(1978), 38(1980), 40(1982)
- Alan Endacott, Okehampton Castle, Devon, English Heritage, London, 2003
- I.J. Sanders; English Baronies: A Study of their Origin and Descent 1086-1327, Oxford 1960